# Bureau of Navigation
Het Bureau of Navigation was een in 1884 opgericht Amerikaans agentschap dat de naleving controleerde van de regelgeving met betrekking tot constructie, uitrusting, inspectie, veiligheid en documentatie van koopvaardijschepen. Tevens controleerde het agentschap maritieme ongevallen, inde belastingen en certificeerde zeevarenden. In de loop van het bestaan droeg het de volgende namen: Bureau of Navigation and Steamboat Inspection en Bureau of Marine Inspection and Navigation. In 1946 werd het agentschap opgeheven. De taken werden overgenomen door de US Customs Service en de US Coast Guard.